# Musca
Genre
Musca est un genre d'insectes appartenant à l'ordre des diptères, au sous-ordre des brachycères.

## Liste d'espèces
Selon Catalogue of Life (1er mars 2013) :
- Musca abrupta
- Musca adiaphora
- Musca adspersus
- Musca aestiua
- Musca aestivationis
- Musca aestuans
- Musca agilis
- Musca allii
- Musca alterabilis
- Musca ambulans
- Musca annulata
- Musca aphidioides
- Musca argentata
- Musca arratus
- Musca aselliformis
- Musca atra
- Musca aurata
- Musca ausus
- Musca bicolor
- Musca bilineata
- Musca bimaculata
- Musca bohemica
- Musca brevis
- Musca brunnea
- Musca buccata
- Musca buphthalmi
- Musca capito
- Musca caracteristica
- Musca carinata
- Musca castanea
- Musca caudata
- Musca chrysocephala
- Musca chrysostoma
- Musca cineraria
- Musca cinerascens
- Musca cingulata
- Musca clandestina
- Musca clauata
- Musca clavicornis
- Musca claviformis
- Musca claviventris
- Musca commoror
- Musca concinna
- Musca conferta
- Musca confluo
- Musca conica
- Musca convento
- Musca costata
- Musca crassipes
- Musca cruciata
- Musca cuprea
- Musca cyanophthalma
- Musca cylindrica
- Musca depressa
- Musca despecta
- Musca divaricata
- Musca doclea
- Musca doliata
- Musca duplicata
- Musca elongata
- Musca erratica
- Musca erythrocephala
- Musca fallax
- Musca familiaris
- Musca fervida
- Musca fimetorum
- Musca flauicans
- Musca flavescens
- Musca flavicans
- Musca fulvipes
- Musca fungorum
- Musca fusca
- Musca fuscipes
- Musca galeata
- Musca geographica
- Musca gibba
- Musca gibbosa
- Musca gigantea
- Musca glaucoptera
- Musca grisea
- Musca guttata
- Musca helenii
- Musca helvola
- Musca hemipterus
- Musca hirsute
- Musca hortensis
- Musca hydrophila
- Musca ichneumonoides
- Musca larvata
- Musca lateritia
- Musca latipes
- Musca latro
- Musca leporinus
- Musca leuconyx
- Musca leucopis
- Musca leucoptera
- Musca leucosticta
- Musca libatrix
- Musca liturata
- Musca longipes
- Musca luctuosa
- Musca lutea
- Musca macrocephala
- Musca marginalis
- Musca marginella
- Musca marmorata
- Musca melanura
- Musca mesoleuca
- Musca metus
- Musca minutissima
- Musca nero
- Musca neustriae
- Musca nigripes
- Musca nigripilis
- Musca nivalis
- Musca nobilis
- Musca notata
- Musca novemmaculata
- Musca novempunctata
- Musca ochroptera
- Musca orbiculata
- Musca pallida
- Musca pennipes
- Musca personata
- Musca pertinax
- Musca picata
- Musca picea
- Musca plumbea
- Musca praedo
- Musca praeusta
- Musca procedo
- Musca prodromaria
- Musca psyllia
- Musca pulicaria
- Musca pulla
- Musca pullata
- Musca punctata
- Musca punctifera
- Musca putris
- Musca quadrata
- Musca quadricolor
- Musca quadrifasciata
- Musca quadrilineata
- Musca quinquefasciata
- Musca quinquepunctata
- Musca recedans
- Musca recurro
- Musca redians
- Musca refers
- Musca reticulata
- Musca rubiginosa
- Musca rubripes
- Musca ruficapilla
- Musca ruficrus
- Musca rufipes
- Musca rufiventris
- Musca sacalis
- Musca scolopacina
- Musca secalis
- Musca segmentaria
- Musca sericea
- Musca setaria
- Musca seticornis
- Musca setosa
- Musca sigmoidea
- Musca simulater
- Musca smaragdina
- Musca sordida
- Musca spinifera
- Musca squalida
- Musca strigosa
- Musca subulata
- Musca syrphus
- Musca teres
- Musca terrestris
- Musca tessellata
- Musca tibialis
- Musca timidus
- Musca tipulaea
- Musca topiaria
- Musca tricolor
- Musca trigrammica
- Musca trimaculata
- Musca trinervis
- Musca tripunctata
- Musca tristis
- Musca truncata
- Musca tuberculata
- Musca turcica
- Musca varia
- Musca velox
- Musca versicolor
- Musca versipellis
- Musca violacea
- Musca virens
- Musca viridana
- Musca vitrata
- Musca vivipara

Selon ITIS (1er mars 2013) :
- Musca autumnalis De Geer, 1776
- Musca domestica Linnaeus, 1758

Selon Paleobiology Database (1er mars 2013) :
- Musca hydropica
- Musca longipes
- Musca resinosa
- Musca setosa
- Musca venosa
- Musca vinculata